# والتر بيرنهارت
والتر بيرنهارت (بالإنجليزية: Walter Bernhardt)‏ هو لاعب كرة قاعدة أمريكي، ولد في 20 مايو 1893، وتوفي في 26 يوليو 1958 في واتيرتاون في الولايات المتحدة.